# Niccolò Gattilusio
Niccolò Gattilusio (Genova, prima metà del XIV secolo – tra 12 aprile e il 25 maggio 1409) è stato un nobile italiano che fu signore di Enos dal alla sua morte.

## Biografia
Niccolò fu il primo componente della famiglia Gattilusio ad essere nominato signore di Enos, la moderna Enez.
La famiglia Gattilusio proveniva dalla Repubblica di Genova. I genitori di Niccolò e suo fratello Francesco I Gattilusio non sono noti, anche se sulla base delle prove araldiche delle loro iscrizioni, Anthony Luttrell sostiene che la loro madre fosse un'esponente della famiglia Doria. Niccolò accompagnò nelle sue imprese il fratello, che fu ricompensato dall'imperatore bizantino Giovanni V Paleologo con la signoria dell'isola di Lesbo, mentre Niccolò ricevette la città costiera di Enos, della quale ebbe la signoria in una data tra il 1376 e 1379.
Dal 1384 al 1387 fu reggente dell'isola di Lesbo per suo nipote Francesco II Gattilusio, reggenza che terminò a causa un litigio.
Dopo la battaglia di Nicopoli del 1396, Niccolò anticipò notevoli somme per il riscatto dei prigionieri francesi, tra cui Jean Le Meingre, e Giovanni di Nevers il futuro Giovanni di Borgogna.
Quando suo nipote morì in un incidente insolito, Niccolò esercitò di nuovo la reggenza di Lesbo, questa volta per il figlio di Francesco, Jacopo.
Si sa che ebbe una figlia Marietta, anche se il nome di sua madre non è registrato; Mariettà morì prima di lui.
Dato che non ebbe figli maschi, a Niccolò succedette come signore di Enos il pronipote Palamede.